# 第5回札幌国際短編映画祭
第5回札幌国際短編映画祭（だい5かいさっぽろこくさいたんぺんえいがさい）は、2010年10月6日〜10月11日の6日間（8日はオールナイト上映）、札幌市中央区の大通公園2丁目に特設されたホワイトロックシアターをメイン会場に開催された国際短編映画祭である。

## 内容
世界87ヶ国から2781作品の応募があり、コンペティションにノミネートされたのは82作品。メインビジュアルは札幌在住のイラストレーター森迫暁夫が担当。

## SAPPOROショートフェスト2010審査員
- バリー・モロー（Barry Morrow）：脚本家/アメリカ
- 岩井俊二(Shunji Iwai)：映画監督/日本
- ヤン・イクチュン（Yang Ik June）：映画監督/韓国
- アレクサンドラ・グラマトケ（Alexandra Gramatke）：KurzFilmAgentur マネージング・ディレクター/ドイツ
- 神田山陽（Kanda Snayo）：講談師/日本

## SAPPOROショートフェスト2010 AWARD
※作品名、上映時間、ジャンル、制作年、国名、監督の順で表記。国名は主な制作国で出身国とは異なります。

### グランプリ
- フィルムメーカー部門 グランプリ(Filmmaker section Grand Prix)
監督：カジック・ラドワンスキ(Kazik Radwanski)/カナダ

- 作品部門 グランプリ(One title section Grand Prix)
作品：『自転車』（英題：Bicycle）21:17/Fiction/2009/日本
監督：ディーン・ヤマダ（Dean Yamada）

### 審査員賞
- 最優秀監督賞（Best Director）
- 最優秀脚本賞（Best Screen play）
- 最優秀男優賞 ※スペシャルメンション（Best Actor-Special Mention）
『ある脚本家の災難』（英題：Just a Pitch）23:00 / Fiction / 2009 / フランス制作
監督：エリック・レイノー（Eric Raynaud）

- 最優秀撮影賞（Best Cinematography）
- 最優秀男優賞（Best Actor）
- 最優秀作曲賞（Best Original Score）
『自転車』（英題：Bicycle）21:17 / Fiction / 2009 /日本制作（出演：佐生 有語　音楽：ダナ・ニウ）
監督：ディーン・ヤマダ（Dean Yamada）

- 最優秀北海道作品賞（Best Hokkaido Short）
『び じょ』（英題：bi jyo）14:54 / Fiction / 2009 / 日本制作
監督：蓑輪俊介（Shunsuke Minowa）

- 最優秀編集賞（Best Editing）
『井の中の蛙』（英題：Frog In the Well）15:00 / Fiction / 2010 /日本制作
監督：落合賢（Ken Ochiai）

- 最優秀学生監督賞（Best Students Director）
『わたしのおじいちゃん』（英題：ABUELO）15:00 / Fiction / 2009 / アメリカ制作
監督：マリー・アン・ケロッグ（Mary Ann Kellogg）

- 最優秀子役賞（Best Children Actor ＆ Actress）
『ジェニーとミミズ』（英題：Jenny & the Worm）15:30 / Fiction / 2009 / イギリス制作（出演：クリスチャン・リー、ロリー・インデイアナ・ケイ）
監督：イアン・クラーク（Ian Clark）

- 最優秀チルドレン・ショート賞（Best Children Short）
『坊やと野獣』（英題：The Little Boy and The Beast）07:00 / Animation / 2009 /ドイツ制作
監督：ウーヴェ・ハイドシュッター（Uwe Heidschotter）、ヨハネス・ヴァイランド（Johannes Weiland）

- 最優秀ミニショート賞（Best Mini Short）
『燃えよ！プチドラゴン』（英題：The Little Dragon）08:15 / Animation / 2009 / フランス制作
監督：ブルーノ・コレ（Bruno Collet）

- 最優秀ノンダイアログ賞（Best Non Dialogue）
『かご』（英題：Cages）10:00 / Animation / 2009 / メキシコ制作
監督：ジュアン・ホセ・メディナ（Juan Jose Medina）

- 最優秀アニメーション賞（Best Animation）
『ロゴラマ』（英題：Logorama）16:00 / Animation / 2009 / フランス制作
監督：ルドヴィック・ウープラン（Ludovic Houplain）、フランソワ・アロー（Francois Alaux）、ヘーヴ・デ・クレッシー（Herve De Crecy）

- 最優秀ドキュメンタリー賞（Best Documentary）
『プランク』（英題：PLANK）14:42 / Documentary / 2009 / オランダ制作
監督：ビリー・ポールズ（Billy Pols）

- 最優秀コンテンポラリー / エクスペリメンタルショート賞（Best Contemporary / Experimental Short）
『ストレッチング』（英題：Stretching）04:30 / Experimental / 2009 / フランス制作
監督：フランソワ・ヴォーゲル（Francois Vogel）、ステファン・ラヴォワ（Stephane Lavoix）

- 最優秀美術賞（Best Production Design）
『ブルキン最後の日』（英題：The Last Day of Bulkin I.S.）13:00 / Fiction / 2009 / ロシア制作
監督：アレクシー・アンドリアノブ（Alexey Andrianov）

SAPPOROショートフェスト2010において下記の各賞は該当なし
- 最優秀国内作品賞（Best National Short）
- 最優秀女優賞（Best Actress）
- 最優秀ベリーショート賞（Best Very Short）

### 特別賞
- 札幌市平和賞（Sapporo Peace Award）
『カヴィ』（英題：Kavi）19:00 / Fiction / 2009 / インド制作
監督：グレッグ・ヘルヴェイ（Gregg Helvey）

- 子供審査員賞 金賞（Best Children Choice Award Gold）
作品：『ボブ』（英題： Bob）03:10 / Animation / 2009 / ドイツ
監督：ジェイコブ・フライ（Jacob Frey）

- 子供審査員賞 銀賞(Best Children Choice Award Silver)
作品：『グラッファロ』（英題：The Gruffalo）26:58 / Animation / 2009 / イギリス
監督：ジェイコブ・シュー、マックス・ラング（Jakob Schuh, Max Lang）

- 子供審査員賞 スペシャル・メンション（Special Mentions of the Children Jury）
作品：『モビール』（英題：mobile）06:24 / Animation /2010 / ドイツ
監督：ヴェレーナ・フェレ（Verena Fels）

- 子供審査員賞 スペシャル・メンション(Special Mentions of the Children Jury) 
作品『空飛ぶ石』（英題：Stoneflies）14:50 / Animation / 2009 / ドイツ
監督：アナ・ワルサー（Anne Walther）

- クリプトン・ベストサウンド・アワード（CRYPTON Best Sound Award Bruno Collet）
作品『燃えよ！プチドラゴン』（英題：The Little Dragon）08:15 / Animation / 2009 / フランス
監督：ブルーノ・コレ（Bruno Collet）

- アミノアップ・北海道新人監督賞
作品：『Mr.バブルガム』（英題：Mr.Bubblegum）13:16 / Fiction / 2009 / 日本
監督：片岡翔（Shoh Kataoka） Japan

- SAPPOROショートフェスト5周年記念特別賞：SSF x CoFesta PAO アワード    
蓑輪俊介（Shunsuke Minowa）/ Japan
渡辺裕子（Yuko Watanabe）/ Japan
片岡翔（Shoh Kataoka）/ Japan